# Diari d'una cambrera
Diari d'una cambrera (títol original, Le Journal d'une femme de chambre) és una famosa novel·la, satírica i pessimista, escrita en francès pel novel·lista, dramaturg i periodista Octave Mirbeau i publicada l'any 1900.

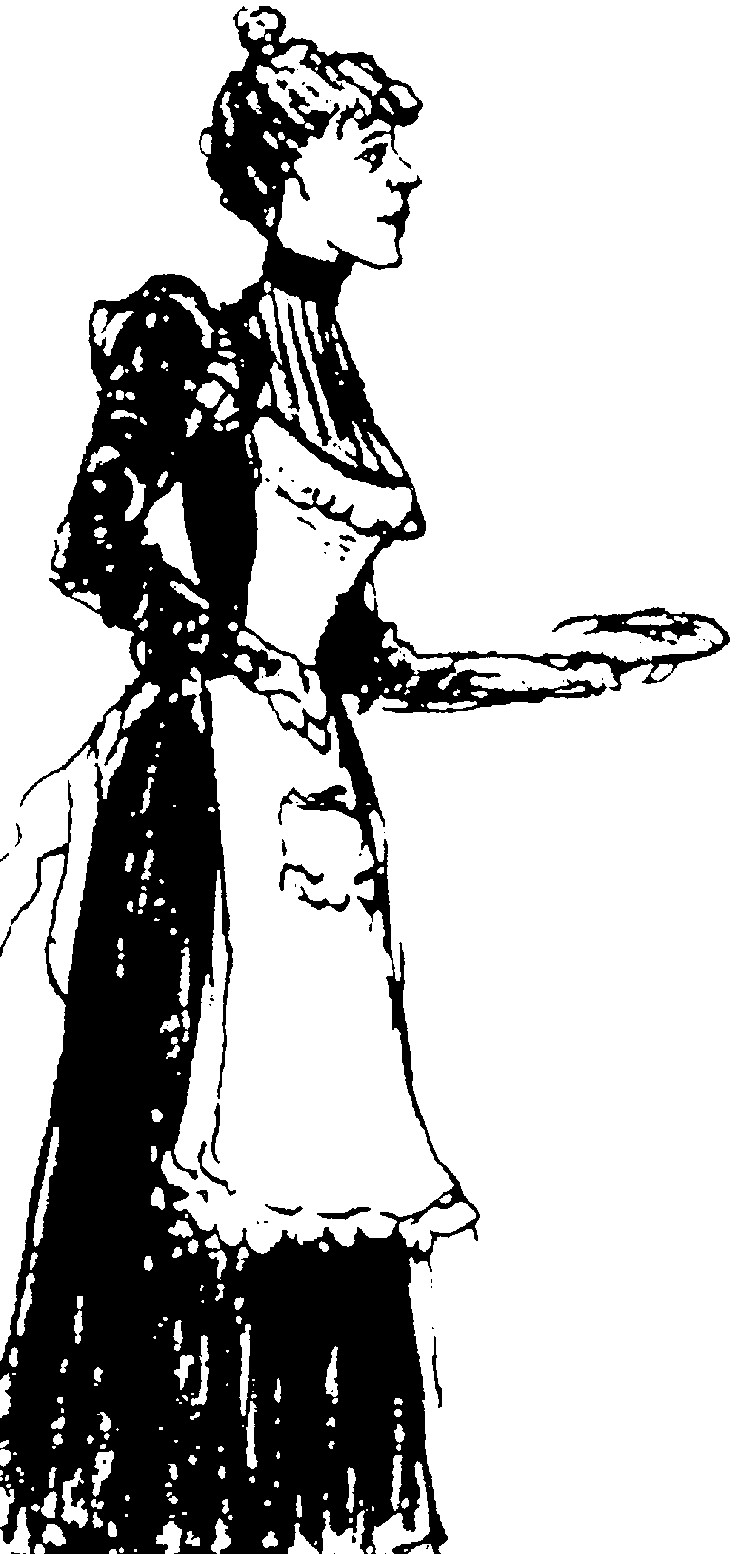
Octave Mirbeau, Célestine

## Argument
La novel·la narra l'ascens social d'una jove cambrera, Célestine. La història comença quan Célestine arriba a Mesnil-Roy, a la casa dels Lanlaire, uns amos burgesos. Al final, Célestine està casada amb el jardiner i cotxer Joseph i se'n va a Cherbourg, al «petit cafè» comprat gràcies a uns diners robats.
Diari d'una cambrera és una crítica a la hipocresia burgesa i a la religió. El novel·lista hi denuncia l'esclavitud moderna que constitueix la condició social dels criats, desemmascara els vicis de la classe dominant i mostra també la fractura entre rics i pobres. Les controvèrsies polítiques de l'època apareixen també a través de la polèmica que va generar el cas Dreyfus (Mirbeau era un defensor del capità Alfred Dreyfus).

## Adaptacions
Se n'han fet diverses adaptacions al cinema : 
- Mikhaïl Màrtov, Дневник горничной (Dnevnik górnitxnoi), en rus, 1916.

- Jean Renoir, Diary of a Chambermaid, en anglès, 1946, amb Paulette Goddard i James Meredith.

- Luis Buñuel, Le journal d'une femme de chambre, en francès, 1964, amb Jeanne Moreau (Célestine), Georges Géret (Joseph) i Michel Piccoli (l'amo de la casa).

S'han fet també nombroses adaptacions teatrals de la novel·la.
Ha estat traduïda al català el 1994 com a Diari d'una cambrera per Àngels Bassas, Antonio Simón Rodriguez i Santiago Sans.